# La Puente (Luena)
La Puente es una localidad del municipio de Luena (Cantabria, España). En el año 2024 contaba con una población de 6 habitantes (INE). La localidad se encuentra a 457 metros de altitud sobre el nivel del mar, y a un kilómetro de la capital municipal, San Miguel de Luena.
- Datos: Q5964959